# Dovenfugle
Dovenfugle er en fuglefamilie.
- Familie Dovenfugle Bucconidae
  - Slægt  Notharchus 
    - Hvidhalset dovenfugl, Notharchus macrorhynchos
    - Sortbrystet dovenfugl, Notharchus pectoralis
    - Brunbåndet dovenfugl, Notharchus ordii
    - Broget dovenfugl, Notharchus tectus

  - Slægt  Bucco 
    - Brunisset dovenfugl, Bucco macrodactylus
    - Plettet dovenfugl, Bucco tamatia
    - Chocodovenfugl, Bucco noanamae
    - Halsbåndsdovenfugl, Bucco capensis

  - Slægt  Nystalus 
    - Vatret dovenfugl, Nystalus radiatus
    - Hvidøret dovenfugl, Nystalus chacuru
    - Stribet dovenfugl, Nystalus striolatus
    - Pletrygget dovenfugl, Nystalus maculatus

  - Slægt  Hypnelus 
    - Ruststrubet dovenfugl, Hypnelus ruficollis

  - Slægt  Malacoptila 
    - Hvidskjoldet dovenfugl, Malacoptila fusca
    - Rustnakket dovenfugl, Malacoptila semicincta
    - Halvmånedovenfugl, Malacoptila striata
    - Sortstreget dovenfugl, Malacoptila fulvogularis
    - Brunnakket dovenfugl, Malacoptila rufa
    - Vestlig skægdovenfugl, Malacoptila panamensis
    - Skægdovenfugl, Malacoptila mystacalis

  - Slægt  Micromonacha 
    - Munkedovenfugl, Micromonacha lanceolata

  - Slægt  Nonnula 
    - Gulmasket nonnefugl, Nonnula sclateri
    - Rustbrystet nonnefugl, Nonnula rubecula
    - Brun nonnefugl, Nonnula brunnea
    - Gråøret nonnefugl, Nonnula frontalis
    - Brunisset nonnefugl, Nonnula ruficapilla
    - Kastaniehovedet nonnefugl, Nonnula amaurocephala

  - Slægt  Hapaloptila 
    - Hvidmasket nonnefugl, Hapaloptila castanea

  - Slægt  Monasa 
    - Sort trappist, Monasa atra
    - Sortpandet trappist, Monasa nigrifrons
    - Hvidmasket trappist, Monasa morphoeus
    - Gulnæbbet trappist, Monasa flavirostris

  - Slægt  Chelidoptera 
    - Svaledovenfugl Chelidoptera tenebrosa